# 林道推
林道推（1574年—1624年），號孝衢，福建泉州府同安縣西南隅東市人，明朝政治人物。

## 生平
万历三十一年（1603年）癸卯科舉人，四十四年（1616年）丙辰科进士，都察院觀政，四十六年六月獲授大理寺評事，四十八年升右寺副，天启二年（1622年）升户部湖廣司郎中，本年改山西司郎中，三年官梧州府知府，四年去世，死後葬在感化里蘆嶺土寨山。

## 家族
曾祖林嵍，解元。祖父林铸。父林天德，知州。